# Malfred Hanssen
Malfred Hanssen is een Noors violist die werkzaam is als associate professor viool aan de Universiteit van Tromsø in Noorwegen. Hij debuteerde op 9 september 1969 in de aula van de Universiteit van Oslo in een duet met de pianiste Eva Knardahl.
In 2001 ontving Hansen de Nordlysprisen tijdens het Nordlysfestival te Tromsø, en in 2006 kende zijn werkgever, de toenmalige Hogeschool van Tromsø hem en zijn collega Marianne Aars de formidlingsprisen (bemiddelaarsprijs) toe. Hij kreeg de prijs voor zijn werk tijdens het academisch jaar 2005-06, waarin hij, verspreid over de hele regio Noord-Noorwegen, zeven soloconcerten met een zeer gevarieerd en veeleisend programma had gegeven. Hij organiseerde ook meerdere cursussen en seminars waarbij hij zelf de rol van leraar, solist en dirigent vervulde.